# Sírinx
Na mitologia clássica, Syrinx ou Sírinx e Siringe (em grego clássico: Συρινξ, transl. Syrinx) é uma ninfa e uma seguidora de Artemis, conhecido por sua castidade. Por quem Pã apaixonou-se. Quando este a perseguiu, ela, cansada de fugir, pede às divindades para livrá-la do sofrimento. Estas a transformam em um caniço. Assim, Pan, ao abraçar Sírinx,  viu-se abraçando um caniço. Então,  Pan montou um instrumento com o caniço — a siringe ou flauta de Pã.
Safo, em seu poema a Euneica, de Salamina, diz que ela era tão esbelta quanto Sírinx, que foi violada por Pã, e que gostaria de beijar Euneica assim como Pã beijou Sírinx.